# Flugornas herre (1963)
Flugornas herre (engelska: Lord of the Flies) är en brittisk dramafilm från 1963 i regi av Peter Brook. Filmen är baserad på romanen med samma titel från 1954 av William Golding.

## Rollista
| James Aubrey     | – Ralph  |
| Tom Chapin       | – Jack   |
| Hugh Edwards     | – Nasse  |
| Roger Elwin      | – Roger  |
| Tom Gaman        | – Simon  |
| David Surtees    | – Sam    |
| Simon Surtees    | – Eric   |
| Nicholas Hammond | – Robert |
| Roger Allan      | – Piers  |

## Om filmen
Filmen spelades in på den puertoricanska ön Vieques. 1996 återförenades skådespelargänget på samma ö för en träff, där de flesta nu var i medelåldern.

### Fotnoter
1. 1 2 3 4  läs online, Internet Movie Database , läst: 17 april 2016.[källa från Wikidata]
2. ↑  läs online, stopklatka.pl , läst: 17 april 2016.[källa från Wikidata]
3. ↑  läs online, www.allocine.fr , läst: 17 april 2016.[källa från Wikidata]
4. 1 2 3  läs online, Internet Movie Database .[källa från Wikidata]
5. ↑  Svensk Filmdatabas, Svenska Filminstitutet, Svensk filmdatabas film-ID: 12810, läs online.[källa från Wikidata]
6. ↑  Tom Hollyman (2 december 1996). ”On the Beach” (på engelska). The New Yorker. http://www.newyorker.com/magazine/1996/12/02/on-the-beach-3. Läst 8 oktober 2016.